# Ozicrypta microcauda
Ozicrypta microcauda là một loài nhện trong họ Barychelidae. Loài này phân bố ờ Queensland.